# Anna af Litauen
Anna (litauisk: Ona) død 31. juli 1418 i Trakai) var storfyrstinde af Litauen (1392–1418). Hun var storfyrst Vytautas den Stores første hustru. Anna var mor til Sofia af Litauen, eneste barn af Vytautas og gift med Vasilij 1. af Moskva. Hun huskes bedst for at hjælpe Vytautas med at undslippe fra fangenskab i borgen Kreva i Hviderusland i 1382 og dermed formentlig redde hans liv. Der vides meget lidt om Annas liv, og selv hendes herkomst er omdiskuteret blandt historikere.

## Livsforløb

### Under borgerkrigene
Sandsynligvis blev Anna og Vytautas gift omkring 1370. Anna nævnes første gang i kilderne i 1382, hvor hendes mand blev fængslet i Kreva af sin fætter Jogaila under den Litauiske Borgerkrig (1381–1384). Selvom alle beretninger er enige om, at hun befriede sin mand, varierer detaljerne fra kilde til kilde. Det er også uklart, hvor meget frihed Anna havde i Kreva, og om hun var bevogtet. Det er beskrevet i den Litauiske Krønike, at hun havde to kammerpiger med sig. Hun overtalte en af dem til at bytte klæder med Vytautas, der derefter undslap uset. Wigand af Marburg hævder, at Vytautas klædte sig i Annas klæder snarere end Annas ternes. Det er sandsynligt, at Anna forblev i Kreva, og der findes ingen oplysninger om, hvordan hun selv undslap, eller blev frigivet. Teodor Narbutt (1784–1864) tilføjede senere mange farverige detaljer til historien om fx Vytautas sygdom og kammerpigen Alena, der ofrede sig selv for at redde sin herre.
I 1389, da hendes ægtemands forsøg på at indtage Vilnius ved et kup slog fejl, var hun i Hrodna. Efter det fejlslagne kup fulgte Anna sin husbond til stormester af Den Tyske Orden, som Vytautas anmodede om en alliance mod sine fætre Jogaila og Skirgaila i den lituiske borgerkrig. En tid var hun gidsel for at garantere, at Vytautas ikke ville bryde alliancen. Efter konflikten var bilagt i 1392, bekræftede Anna Ostrów Aftalen, fredstraktaten, der gjorde Vytautas til storfyrste af Litauen. Hun underskrev to breve, et til Jogaila og et andet til hans hustru Jadwiga af Polen. Anna fortsatte med at være aktiv i det politiske liv og deltog i forhandlingerne om Salynas Traktaten (1398).

### Senere liv
I 1400 besøgte Anna Dorothea af Montaus grav i Marienwerder (nu Kwidzyn), og bad i Sankt Anne kirken i Brandenburg og Sankt Barbara kirken i Oldenburg. Hun var ledsaget af sin svoger Sigismund Kęstutaitis og et følge på 400 mænd. Anna blev modtaget med dyre gaver og overdådige festbanketter. Anna fortsatte med at have et godt forhold til Den Tyske Orden, der sendte hende dyre gaver, inklusive et klavikord og et transportabelt orgel til rejsebrug i 1408, og sjældne vine i 1416. Efter hendes død blev alle kirker i Preussen beordret til at holde dødemesser. Forskellige krønikker og dokumenter beretter om et langt mindre positiv forhold mellem Anna og Polen.
Historikerne regner med, at St. Annas Kirke, bygget i Vilnius Borg før 1390, er opkaldt til Annas ære. Den blev senere kendt som St. Barbaras Kirke, men er har ikke overlevet til nutiden. Den flamske rejsende Guillebert de Lannoy skrev rosende om storfyrstinden.
Før 1396 rejste hun og hendes husbond til Késmárk for at møde king Sigismund af Ungarn for at etablere venskabelige relationer. Under deres lange samtale brændte halvdelen af byen, hviket fik de unarske adelsmænd til at tro, at Vytautas' folk enten havde antændt branden, eller var meddelagtige i brandstiftelsen. Sigismund greb ind og opklarede situationen, og forhandlingerne blev genoptaget. Efter visitten var ovreforærede storfyrsten og Anna en række gaver til Sigismund, herunder en frakke, en hat og handsker af zobel-skind og udsmykket med guld. Detaljerne om alle de tilstedeværende "givet af Vytautas hustru" blev videregivet i en krønike fra slutninen af det 15. århundrede skrevet af Eberhard Windercke, der var den ungarske konges kammerherre (Sigismund blev senere også konge af Bøhmen og kejser af Det Tysk-Romerske Rige.).
Efter Annas død i 1418, ønskede Vytautas, at ægte hendes niece Juliana Olsjanski, datter af Ivan Olsjanski. Den polske historiker Jan Długosz hævder ,at Ivan af Karatjev, Julianas første mand, blev myrdet af Vytautas for at han kunne gifte sig med hende.Biskoppen af Vilnius afviste at forestå brylluppet pga. deres tætte famileforhold (Vytautas var Julianas svigeronkel) og forlangte, at de fik pavens. Til sidst viede Biskoppen af Wrocław dem.

## Oprindelse
Der er betydelig debat om, hvem Annas forældre var. Ifølge Bychowiec-krøniken, en sen og upålideig kilde, var Anna søster til Jurij Sviatoslavitj, den sidste uafhængige hersker af Smolensk. Et dokument fra 1413 omtaler en "russisk fyrst Vasilij" som Vytautas' svoger. Og en af Annas (og Jurijs) brødre hed Vasilij. I lang tid var dette deb eneste teori om hendes herkomst. Men ingen samtidige kilder omtaler dette familieforhold, selvom Litauen og Smolensk var i krig adskillige gange. Den første litauiske krønike, hvis kerne var skrevet, mens Vytautas stadig var i live, beskriver i detaljer, hvordan krigene mod Smolensk blev ført i 1386, 1395, 1401 og 1404, men nævner intet om, at Vytautas og Jurij var svigerfar og svigersøn.
I 1933 offentliggjorde den litauiske historiker Ignas Jonynas en undersøgelse, i hvilken han forsøgte at aflive Bychowiec-krønikens beretning og demonstrere, at Anna ikke var ortodoks fyrstinde fra de slaviske lande, men af lokal litauisk adel. Han argumenterede for, at Anna var søster til Sudimantas, en adelsmand fra Eišiškės og kommandør i Vytautas' hær. Den Tyske Krønike omtaler Sudimantas som swoger af Vytautas. Et andet dokument fra 1416 refererer til Sudimantas som magen, hvilket betegner en slægtning, som regel knyttet til slægten ved blodets bånd. Since Jonynas' studie er Sudimantas blevet præsenteret både som Annas broder, fader, eller søsters husbond.
Den polske historiker Jan Tęgowski var uenig med Jonynas og argumenterede for at både Sudimantas og Lev af Drutsk (der også er omtalt som Vytautas' swoger) var gift med søstre of Vytautas' første hustru, prinsesse Maria af Lukoml. Jonynas betvivler hvorvidt Maria, datter af Andrej, overhovedet eksisterede. Informationerne om hende findes nemlig kun i den upålidelige Bychowiec Krønike. Den eneste samtidige kilde, der omtaler Maria af Lukoml daterer sig fra 1440–1443 og vedrører fordelingen af hendes bo efter hendes død. Den omtaler ikke noget forhold til Vytautas.

## Reference r
1. 1 2 3 4 5 6  Vytautas Spečiūnas, red. (2004). "Ona". Lietuvos valdovai (XIII-XVIII a.): enciklopedinis žinynas. Vilnius: Mokslo ir enciklopedijų leidybos institutas. s. 88. ISBN 5-420-01535-8. (litauisk)
2. 1 2 3 4 5 6 7 8  Simas Sužiedėlis, red. (1970-1978). "Anne". Encyclopedia Lituanica. Vol. I. Boston, Massachusetts: Juozas Kapočius. s. 102-103. Skabelon:LCC.
3. 1 2 3  Jonynas, Ignas (1984) [1932]. "Vytauto šeimyna". Istorijos baruose. Vilnius: Mokslas. s. 35-38. Skabelon:LCC. (litauisk)
4. ↑  Turnbull, Stephen R; Richard Hook (2003-05-20). Tannenberg 1410: Disaster for the Teutonic Knights. Osprey Publishing. s. 15. ISBN 1-84176-561-9. (Webside ikke længere tilgængelig)
5. 1 2  Urban, William (2006). Samogitian Crusade. Chicago: Lithuanian Research and Studies Center. s. 204-205. ISBN 0-929700-56-2.
6. 1 2  Urban, William (2003). Tannenberg and After. Chicago: Lithuanian Research and Studies Center. s. 88, 262. ISBN 0-929700-25-2.
7. 1 2 3  Jonynas, Ignas (1984) [1932]. "Vytauto šeimyna". Istorijos baruose. Vilnius: Mokslas. s. 68-71. Skabelon:LCC. (litauisk)
8. ↑  Kviklys, Bronius (1985). Vilniaus arkivyskupija I dalis. Lietuvos bažnyčios. Vol. 5. Chicago: Lithuanian Library Press. s. 399. ISBN 0-932042-54-6. (litauisk)
9. ↑  Windercke, Eberhard. (2008). Zsigmond királyról és kora (Konng Sigismund og hans tid). MTA. Budapest. page: 28.
10. 1 2  Rowell, S. C. (Spring 1994). "Pious Princesses or Daughters of Belial: Pagan Lithuanian Dynastic Diplomacy, 1279–1423". Medieval Prosopography. 15 (1): 33. ISSN 0198-9405.
11. 1 2  Хроника Быховца / Сост. и автор предисл. Н. Н. Улащик. — М.: Наука, 1966. — С. 79. (russisk)
12. 1 2 3  Jonynas, Ignas (1984) [1932]. "Vytauto šeimyna". Istorijos baruose. Vilnius: Mokslas. s. 51-54. Skabelon:LCC. (litauisk)
13. 1 2  Tęgowski, Jan (1995). "Małżeństwa księcia Witolda Kiejstutowicza". Rocznik polskiego towarzystwa heraldycznego heraldycznego. 2 (13): 177-182. ISSN 1230-803X. (polsk)
14. ↑  Jonynas, Ignas (1984) [1932]. "Vytauto šeimyna". Istorijos baruose. Vilnius: Mokslas. s. 59. Skabelon:LCC. (litauisk)
15. 1 2  Petrauskas, Rimvydas (2003). Lietuvos diduomenė XIV a. pabaigoje – XV a. Aidai. s. 86. ISBN 9955-445-67-X. (litauisk)
16. 1 2  Jonynas, Ignas (1984) [1932]. "Vytauto šeimyna". Istorijos baruose. Vilnius: Mokslas. s. 47-50. Skabelon:LCC. (litauisk)